# Huuhtsaari (ö i Nyslott)
Huuhtsaari är en ö i Finland. Den ligger i sjön Kyrsyänjärvi och i kommunen Sulkava i den ekonomiska regionen  Nyslotts ekonomiska region  och landskapet Södra Savolax, i den södra delen av landet, 250 km nordost om huvudstaden Helsingfors. Öns area är 22 hektar och dess största längd är 0,8 kilometer i sydöst-nordvästlig riktning.